# Elusa furuncoloides
Elusa furuncoloides là một loài bướm đêm trong họ Noctuidae.